# Regno di Peak
Il Regno di Peak si formò nella parte meridionale del territorio del Regno dei Pennini dopo la morte del sovrano altomedievale Pabo Post Prydein (avvenuta all'incirca nel 530).
Il regno di Peak, insieme all'altro regno dei Pennini settentrionali, il Dunoting, fu conquistato dal Regno di Bernicia tra il 590 ed il 595.